# Jordan Tschutschuganow
Jordan Tschutschuganow (* 25. Februar 1996) ist ein ehemaliger bulgarischer Skilangläufer.

## Werdegang
Tschutschuganow startete im Januar 2011 in Bansko erstmals im Balkan-Cup und belegte dabei den dritten Platz über 15 km klassisch. Bei den Juniorenweltmeisterschaften 2011 in Otepää errang er den 84. Platz im Sprint und den 19. Platz mit der Staffel und bei den Juniorenweltmeisterschaften 2012 in Erzurum den 77. Platz im Sprint, den 72. Platz über 10 km klassisch und den 18. Platz mit der Staffel. In der Saison 2012/13 kam er bei den Juniorenweltmeisterschaften 2013 in Liberec auf den 72. Platz im Sprint, auf den 55. Rang über 10 km Freistil und auf den 19. Platz mit der Staffel und beim Europäischen Olympischen Winter-Jugendfestival 2013 in Predeal auf den 50. Platz im Sprint, auf den 26. Rang über 10 km Freistil und auf den 19. Platz über 7,5 km klassisch. Im folgenden Jahr errang er bei den Juniorenweltmeisterschaften im Fleimstal den 75. Platz im Skiathlon und den 74. Platz über 10 km klassisch. Seine ersten Weltcuprennen absolvierte er im November 2014 in Ruka, welche er auf dem 84. Platz im Sprint und auf dem 92. Rang über 15 km klassisch beendete. Bei den nordischen Skiweltmeisterschaften 2015 in Falun lief er auf den 76. Platz im Sprint und auf den 21. Rang zusammen mit Stanimir Belomazhev im Teamsprint und bei den Juniorenweltmeisterschaften 2016 in Râșnov auf den 50. Platz über 10 km klassisch, auf den 49. Rang über 15 km Freistil und auf den 19. Platz mit der Staffel. In der Saison 2016/17 kam er bei der Winter-Universiade 2017 in Almaty auf den 61. Platz in der Verfolgung, auf den 31. Rang im Sprint und auf den 24. Platz über 10 km klassisch und bei den nordischen Skiweltmeisterschaften 2017 in Lahti auf den 99. Platz im Sprint und auf den 73. Rang über 15 km klassisch. In der folgenden Saison erreichte er mit vier Podestplatzierungen den dritten Platz in der Gesamtwertung des Balkancups. Dabei errang er drei zweite Plätze und holte in Ravna Gora über 10 km klassisch seinen ersten Sieg im Balkancup. Ende Januar 2018 errang er bei den U23-Weltmeisterschaften in Goms den 42. Platz über 15 km klassisch. Bei den Olympischen Winterspielen 2018 in Pyeongchang belegte er den 95. Platz über 15 km Freistil, den 68. Rang im Sprint und den 23. Platz zusammen mit Wesselin Zinsow im Teamsprint. Letztmals international startete er im März 2018 beim Balkan Cup in Bansko, wo er den fünften Platz über 10 km klassisch errang.

## Siege bei Continental-Cup-Rennen
| Nr. | Datum           | Ort        | Disziplin       | Serie      |
| --- | --------------- | ---------- | --------------- | ---------- |
| 1.  | 14. Januar 2018 | Ravna Gora | 10 km klassisch | Balkan-Cup |